# Premi de la Fundació Wolf de les Arts
El Premi de la Fundació Wolf de les Arts és premiat anualment, alterant cada 4 anys en arquitectura, música, pintura i escultura. Forma part del Premi Wolf, organitzat per la Fundació Wolf.
| Pintura | Pintura                     | Música | Música                                          | Arquitectura | Arquitectura                          | Escultura | Escultura        |
| ------- | --------------------------- | ------ | ----------------------------------------------- | ------------ | ------------------------------------- | --------- | ---------------- |
| 1981    | Marc Chagall, Antoni Tàpies | 1982   | Vladimir Horowitz, Olivier Messiaen, Joseph Tal | 1983/4       | Ralph Erskine                         | 1984/5    | Eduardo Chillida |
| 1986    | Jasper Johns                | 1987   | Isaac Stern, Krzysztof Penderecki               | 1988         | Fumihiko Maki, Giancarlo De Carlo     | 1989      | Claes Oldenburg  |
| 1990    | Anselm Kiefer               | 1991   | Yehudi Menuhin, Luciano Berio                   | 1992         | Frank Gehry, Jørn Utzon, Denys Lasdun | 1993      | Bruce Nauman     |
| 1994/5  | Gerhard Richter             | 1995/6 | Zubin Mehta, György Ligeti                      | 1996/7       | Frei Otto, Aldo van Eyck              | 1998      | James Turrell    |
| 1999    | No premiat                  | 2000   | Pierre Boulez, Riccardo Muti                    | 2001         | Álvaro Siza                           | 2002      | No premiat       |
| 2002/3  | Louise Bourgeois            | 2004   | Mstislav Rostropóvitx, Daniel Barenboim         | 2005         | Jean Nouvel                           | 2006      | No premiat       |
| 2006/7  | Michelangelo Pistoletto     | 2008   | Giya Kancheli, Claudio Abbado                   |              |                                       |           |                  |